# Diözesanmuseum Łomża
Das Diözesanmuseum Łomża ist eine kirchlich-kulturelle Einrichtung im podlachischen Łomża. Das 2012 gegründete Diözesanmuseum ist eines der jüngsten Diözesanmuseen in Polen.
Die Sammlung wurde dem Museum von der Kathedrale von Łomża geschenkt. 
Zu den Ausstellungsstücken gehören sakrale Kunstobjekte von der frühen Neuzeit bis zur Moderne.